# Angeot
Angeot é uma comuna francesa na região administrativa de Borgonha-Franco-Condado, no departamento do Território de Belfort. Estende-se por uma área de 6,56 km². Em 2010 a comuna tinha 357 habitantes (densidade: 54,4 hab./km²).